# Dithalama tetrasticha
Dithalama tetrasticha là một loài bướm đêm trong họ Geometridae.